# Seznam protestnih shodov v Sloveniji v letu 2023
Seznam protestnih shodov v Sloveniji v letu 2023 zajema vsa javna zborovanja, ki so se odvila v letu 2023 v Sloveniji ter ki so jih organizirale politične stranke ali civilno-družbene organizacije z namenom opozarjanja na določene probleme.

## Redni shodi
| Naslov/ime                          | Organizator                                   | Termin         | Datumi                                                                                                |
| ----------------------------------- | --------------------------------------------- | -------------- | --- |
| Vseslovenski shod upokojencev       | Glas upokojencev Slovenije Društvo 1. oktober | enkrat mesečno | 1. februar 1. marec 31. marec 3. maj 31. maj 6. september 18. oktober 1. december                     |
| Protest proti Jankovićevemu nasilju | Aleš Primc Glas za otroke in družine          | enkrat mesečno | 27. februar 20. marec 17. april 29. maj 26. junij 25. september 23. oktober 20. november 18. december |

## Seznam
| Datum                     | Naslov                                                    | Lokacija                        | Organizator                                                     | Udeležba [ljudi]                           | Opis | Sklici                      |
| Datum                     | Naslov                                                    | Prenos                          | Organizator                                                     | Udeležba [ljudi]                           | Opis | Sklici                      |
| ------------------------- | --------------------------------------------------------- | ------------------------------- | --------------------------------------------------------------- | ------------------------------------------ | --- | --------------------------- |
| JANUAR 2023               |                                                           |                                 |                                                                 |                                            | |                             |
| Torek, 10. januar         | Stavka pacientov                                          | več mest po Sloveniji           | iniciativa Glas ljudstva                                        | več tisoč                                  | Stavka bolnikov za ohranjanje javnega zdravstva. Zavzemali so se za enakopravno in dostopno javno zdravstvo. Zbrane v Ljubljani je nagovoril nekdanji minister Dušan Keber. Shoda so se udeležili tudi premier Robert Golob, ministrica Sanja Ajanović Hovnik ter nekaj poslancev stranke Levica. | [ 1 ]                       |
| Torek, 10. januar         | Stavka pacientov                                          | TOP TV Slovenija                | iniciativa Glas ljudstva                                        | več tisoč                                  | Stavka bolnikov za ohranjanje javnega zdravstva. Zavzemali so se za enakopravno in dostopno javno zdravstvo. Zbrane v Ljubljani je nagovoril nekdanji minister Dušan Keber. Shoda so se udeležili tudi premier Robert Golob, ministrica Sanja Ajanović Hovnik ter nekaj poslancev stranke Levica. | [ 1 ]                       |
| Nedelja, 22. januar       | Shod v podporo Ukrajini                                   | Prešernov trg                   | Evgenij Goreshnik                                               | okoli 150                                  | Ob dnevu enotnosti Ukrajine shod v 25 državah, med drugim tudi v Sloveniji, kjer so se zbrali v Sloveniji živeči Ukrajinci in tudi nekaj podpornikov iz Slovenije in drugod po svetu. Pozvali so k še več sankcijam in k darovanju več orožja Ukrajini. | [ 2 ]                       |
| Nedelja, 22. januar       | Shod v podporo Ukrajini                                   | ni prenosa                      | Evgenij Goreshnik                                               | okoli 150                                  | Ob dnevu enotnosti Ukrajine shod v 25 državah, med drugim tudi v Sloveniji, kjer so se zbrali v Sloveniji živeči Ukrajinci in tudi nekaj podpornikov iz Slovenije in drugod po svetu. Pozvali so k še več sankcijam in k darovanju več orožja Ukrajini. | [ 2 ]                       |
| FEBRUAR 2023              |                                                           |                                 |                                                                 |                                            | |                             |
| Sreda, 1. februar         | 1. vseslovenski shod upokojencev                          | Trg republike                   | Glas upokojencev Slovenije                                      | več tisoč                                  | Prvi shod v organizaciji civilne iniciative Glas upokojencev, pod vodstvom Pavla Ruparja. Po ocenah slednjega zbranih med 18 in 20 tisoč ljudi. Zbrani so zahtevali: takojšen 20-odstotni dvig pokojnin, ki so nižje od 1000 evrov, in 15-odstotni dvig za pokojnine v znesku od 1000 do 1500 evrov. | [ 3 ]                       |
| Sreda, 1. februar         | 1. vseslovenski shod upokojencev                          | Nova24TV TOP TV Slovenija       | Glas upokojencev Slovenije                                      | več tisoč                                  | Prvi shod v organizaciji civilne iniciative Glas upokojencev, pod vodstvom Pavla Ruparja. Po ocenah slednjega zbranih med 18 in 20 tisoč ljudi. Zbrani so zahtevali: takojšen 20-odstotni dvig pokojnin, ki so nižje od 1000 evrov, in 15-odstotni dvig za pokojnine v znesku od 1000 do 1500 evrov. | [ 3 ]                       |
| Sobota, 4. februar        | Shod voznikov avtobusov                                   | Avtobusna postaja Kranj         | Sindikat voznikov avtobusov Slovenije                           | okoli 70                                   | Drugi protestni shod avtobusnih voznikov, na katerem so pozvali k zvišanju plač v poklicu. | [ 4 ]                       |
| Sobota, 4. februar        | Shod voznikov avtobusov                                   | ni prenosa                      | Sindikat voznikov avtobusov Slovenije                           | okoli 70                                   | Drugi protestni shod avtobusnih voznikov, na katerem so pozvali k zvišanju plač v poklicu. | [ 4 ]                       |
| Četrtek, 16. februar      | Protest poklicnih gasilcev                                | Trg republike                   | Sindikat poklicnih gasilcev Slovenije                           | več sto gasilcev                           | Shod gasilcev, na katerem so s pokanjem petard, dimnimi baklami in glasnim tuljenjem siren opozorili na prenizke plače. Zbrane je nagovorila tudi ministrica Ajanović Hovnik, ki se je zaradi razmer kmalu umaknila. Protestniki so se odpravili do sedeža vlade na Gregorčičevi ulici in tam so organizatorji nagovorili zbrane. | [ 5 ]                       |
| Četrtek, 16. februar      | Protest poklicnih gasilcev                                | TOP TV Slovenija                | Sindikat poklicnih gasilcev Slovenije                           | več sto gasilcev                           | Shod gasilcev, na katerem so s pokanjem petard, dimnimi baklami in glasnim tuljenjem siren opozorili na prenizke plače. Zbrane je nagovorila tudi ministrica Ajanović Hovnik, ki se je zaradi razmer kmalu umaknila. Protestniki so se odpravili do sedeža vlade na Gregorčičevi ulici in tam so organizatorji nagovorili zbrane. | [ 5 ]                       |
| Ponedeljek, 27. februar   | 1. protest proti Jankovićevemu nasilju                    | pred Mestno hišo v Ljubljani    | Aleš Primc Glas za otroke in družine                            | okoli 500                                  | Protest proti politiki župana Jankovića zaradi izplačil nagrad za delovno uspešnost delu vodstva ZD-ja Ljubljana, očitajo mu še ogrožanje zdravja in demokracije, pa tudi pitne vode z izgradnjo kanalizacijskega kanala C0. | [ 6 ]                       |
| Ponedeljek, 27. februar   | 1. protest proti Jankovićevemu nasilju                    | Nova24TV TOP TV Slovenija       | Aleš Primc Glas za otroke in družine                            | okoli 500                                  | Protest proti politiki župana Jankovića zaradi izplačil nagrad za delovno uspešnost delu vodstva ZD-ja Ljubljana, očitajo mu še ogrožanje zdravja in demokracije, pa tudi pitne vode z izgradnjo kanalizacijskega kanala C0. | [ 6 ]                       |
| MAREC 2023                |                                                           |                                 |                                                                 |                                            | |                             |
| Sreda, 1. marec           | 2. vseslovenski shod upokojencev                          | Trg republike                   | Glas upokojencev Slovenije                                      | več kot 20 tisoč                           | Drugi shod v organizaciji civilne iniciative Glas upokojencev. Po ocenah Ruparja zbranih okoli 28 tisoč ljudi. Zbrani so zahtevali: takojšen 20-odstotni dvig pokojnin, ki so nižje od 1000 evrov, in 15-odstotni dvig za pokojnine v znesku od 1000 do 1500 evrov. | [ 7 ]                       |
| Sreda, 1. marec           | 2. vseslovenski shod upokojencev                          | TV SLO 1 Nova24TV               | Glas upokojencev Slovenije                                      | več kot 20 tisoč                           | Drugi shod v organizaciji civilne iniciative Glas upokojencev. Po ocenah Ruparja zbranih okoli 28 tisoč ljudi. Zbrani so zahtevali: takojšen 20-odstotni dvig pokojnin, ki so nižje od 1000 evrov, in 15-odstotni dvig za pokojnine v znesku od 1000 do 1500 evrov. | [ 7 ]                       |
| Petek, 3. marec           | Podnebni štrajk 2023                                      | Ljubljana Maribor               | Mladi za podnebno pravičnost                                    | neznano                                    | Mladi za podnebno pravičnost so v Ljubljani in Mariboru pripravili podnebni protest, na katerem so predstavnike oblasti znova pozvali k ukrepanju v povezavi z okoljsko krizo. Kasneje je več udeležencev shoda v Ljubljani vstopilo na zasebno posest Bežigrajskega stadiona, kjer so nadaljevali shod. Lastnik objekta Joc Pečečnik je proti njim napovedal ovadbo. | [ 8 ]                       |
| Petek, 3. marec           | Podnebni štrajk 2023                                      | TV SLO 3                        | Mladi za podnebno pravičnost                                    | neznano                                    | Mladi za podnebno pravičnost so v Ljubljani in Mariboru pripravili podnebni protest, na katerem so predstavnike oblasti znova pozvali k ukrepanju v povezavi z okoljsko krizo. Kasneje je več udeležencev shoda v Ljubljani vstopilo na zasebno posest Bežigrajskega stadiona, kjer so nadaljevali shod. Lastnik objekta Joc Pečečnik je proti njim napovedal ovadbo. | [ 8 ]                       |
| Sreda, 8. marec           | Patriarhat ubija!                                         | Ljubljana                       | Društvo Iskra                                                   | neznano                                    | Feministični protest ob dnevu žena. Zbrane so opozorile, da je nasilje nad ženskami družbeni problem z velikimi razsežnostmi. Od pristojnih so zahtevale, da sprejmejo potrebne ukrepe za preprečevanje nasilja, od družbe pa, da nasilje neha tolerirati. | [ 9 ] [ 10 ]                |
| Sreda, 8. marec           | Patriarhat ubija!                                         | MMC Kanal TOP TV Slovenija      | Društvo Iskra                                                   | neznano                                    | Feministični protest ob dnevu žena. Zbrane so opozorile, da je nasilje nad ženskami družbeni problem z velikimi razsežnostmi. Od pristojnih so zahtevale, da sprejmejo potrebne ukrepe za preprečevanje nasilja, od družbe pa, da nasilje neha tolerirati. | [ 9 ] [ 10 ]                |
| Petek, 17. marec          | Prvi kmečki punt                                          | Gradbišče kanala C0 v Ljubljani | lastniki zemljišč                                               | okoli 100                                  | Protest kmetov s traktorji, ki se ga je poleg približno 80 omenjenih udeležilo več lastnikov zemljišč na območju, pa tudi nekaj podpornikov, ki trdijo, da gradnja poteka brez ustreznih dovoljenj. Zbrane sta nagovorila tudi svetnika Aleš Primc in Mojca Škrinjar. | [ 11 ]                      |
| Petek, 17. marec          | Prvi kmečki punt                                          | TOP TV Slovenija                | lastniki zemljišč                                               | okoli 100                                  | Protest kmetov s traktorji, ki se ga je poleg približno 80 omenjenih udeležilo več lastnikov zemljišč na območju, pa tudi nekaj podpornikov, ki trdijo, da gradnja poteka brez ustreznih dovoljenj. Zbrane sta nagovorila tudi svetnika Aleš Primc in Mojca Škrinjar. | [ 11 ]                      |
| Ponedeljek, 20. marec     | 2. protest proti Jankovićevemu nasilju                    | pred Mestno hišo v Ljubljani    | Aleš Primc Glas za otroke in družine                            | okoli 500                                  | Drugi protest proti politiki župana Jankovića pred ljubljanskim Magistratom. Zbrane so med drugim nagovorili organizator Aleš Primc, podpredsednik SDS Aleš Hojs ter mestna svetnica Tina Bregant. | [ 12 ]                      |
| Ponedeljek, 20. marec     | 2. protest proti Jankovićevemu nasilju                    | TV SLO 1 Nova24TV               | Aleš Primc Glas za otroke in družine                            | okoli 500                                  | Drugi protest proti politiki župana Jankovića pred ljubljanskim Magistratom. Zbrane so med drugim nagovorili organizator Aleš Primc, podpredsednik SDS Aleš Hojs ter mestna svetnica Tina Bregant. | [ 12 ]                      |
| Petek, 24. marec          | Prvi protest kmetov                                       | več mest po Sloveniji           | Sindikat kmetov Slovenije                                       | več mest                                   | Protest kmetov s traktorji v več mestih po Sloveniji, še pred začetkom dogajanja v Ljubljani so se predstavniki sindikata zbrali tudi pred DZ in prebrali svoje zahteve. Poudarili so pomembnost kmetov v Sloveniji in njihove zasluge za to, da ima Slovenija zeleno podeželje. | [ 13 ]                      |
| Petek, 24. marec          | Prvi protest kmetov                                       | TOP TV Slovenija                | Sindikat kmetov Slovenije                                       | več mest                                   | Protest kmetov s traktorji v več mestih po Sloveniji, še pred začetkom dogajanja v Ljubljani so se predstavniki sindikata zbrali tudi pred DZ in prebrali svoje zahteve. Poudarili so pomembnost kmetov v Sloveniji in njihove zasluge za to, da ima Slovenija zeleno podeželje. | [ 13 ]                      |
| Petek, 31. marec          | 3. vseslovenski shod upokojencev                          | Trg republike                   | Glas upokojencev Slovenije                                      | okoli 30 tisoč                             | Tretji shod v organizaciji civilne iniciative Glas upokojencev. Premierja so pozvali k odstopu. Tokrat so se protestniki odpravili tudi na sprehod po ljubljanskih ulicah in deloma ovirali promet na nekaterih ulicah. | [ 14 ]                      |
| Petek, 31. marec          | 3. vseslovenski shod upokojencev                          | TV SLO 1 Nova24TV               | Glas upokojencev Slovenije                                      | okoli 30 tisoč                             | Tretji shod v organizaciji civilne iniciative Glas upokojencev. Premierja so pozvali k odstopu. Tokrat so se protestniki odpravili tudi na sprehod po ljubljanskih ulicah in deloma ovirali promet na nekaterih ulicah. | [ 14 ]                      |
| APRIL 2023                |                                                           |                                 |                                                                 |                                            | |                             |
| Torek, 4. april           | Shod stavkajočih na RTV Slovenija                         | pred RTV Slovenija              | novinarski sindikati RTV                                        | okoli 200 zaposlenih + podporniki          | Predstavitev predlogov zakonov za ohranitev javnega zdravstva, protestniki so od vlade zahtevali, da jih vloži v zakonodajni postopek. Pohod se je začel pred Ministrstvom za zdravje, nakar so udeleženci odšli mimo ZZZS-ja, Zavarovalnice Triglav in proti Kirurgiji Bitenc. | [ 15 ]                      |
| Torek, 4. april           | Shod stavkajočih na RTV Slovenija                         | TOP TV Slovenija                | novinarski sindikati RTV                                        | okoli 200 zaposlenih + podporniki          | Predstavitev predlogov zakonov za ohranitev javnega zdravstva, protestniki so od vlade zahtevali, da jih vloži v zakonodajni postopek. Pohod se je začel pred Ministrstvom za zdravje, nakar so udeleženci odšli mimo ZZZS-ja, Zavarovalnice Triglav in proti Kirurgiji Bitenc. | [ 15 ]                      |
| Petek, 7. april           | Shod za javno zdravstvo                                   | Ljubljana                       | iniciativa Glas ljudstva                                        | okoli 200                                  | Prvi shod za javno zdravstvo iniciative Glas ljudstva. Predstavili so predloge zakonov za ohranitev javnega zdravstva, protestniki so od vlade zahtevali, da jih vloži v zakonodajni postopek. Pohod se je začel pred Ministrstvom za zdravje, nakar so udeleženci odšli mimo ZZZS-ja, Zavarovalnice Triglav in proti Kirurgiji Bitenc. | [ 16 ]                      |
| Petek, 7. april           | Shod za javno zdravstvo                                   | TOP TV Slovenija                | iniciativa Glas ljudstva                                        | okoli 200                                  | Prvi shod za javno zdravstvo iniciative Glas ljudstva. Predstavili so predloge zakonov za ohranitev javnega zdravstva, protestniki so od vlade zahtevali, da jih vloži v zakonodajni postopek. Pohod se je začel pred Ministrstvom za zdravje, nakar so udeleženci odšli mimo ZZZS-ja, Zavarovalnice Triglav in proti Kirurgiji Bitenc. | [ 16 ]                      |
| Ponedeljek, 17. april     | 3. protest proti Jankovićevemu nasilju                    | pred Mestno hišo v Ljubljani    | Aleš Primc Glas za otroke in družine                            | okoli 500                                  | Tretji protest proti politiki župana Jankovića pred ljubljanskim Magistratom. Potekal je pod geslom Proti nasilju, za zdravnike, za čisto pitno vodo. | [ 17 ]                      |
| Ponedeljek, 17. april     | 3. protest proti Jankovićevemu nasilju                    | TV SLO 1 Nova24TV               | Aleš Primc Glas za otroke in družine                            | okoli 500                                  | Tretji protest proti politiki župana Jankovića pred ljubljanskim Magistratom. Potekal je pod geslom Proti nasilju, za zdravnike, za čisto pitno vodo. | [ 17 ]                      |
| Sreda, 19. april          | Za Slovenijo in resnico                                   | Trg republike                   | Združenje VSO                                                   | okoli 1000                                 | Protest v organizaciji Združenja za vrednote slovenske osamosvojitve. Zbrane sta nagovorila predsednik osamosvojitvene vlade Lojze Peterle ter takratni obrambni minister Janez Janša. Program je trajal dobro uro, shod je potekal v času, ko je v DZ potekala razprava o interpelaciji vlade, ki je bila vložena tudi zaradi ukinitve Muzeja slovenske osamosvojitve. | [ 18 ] [ 19 ]               |
| Sreda, 19. april          | Za Slovenijo in resnico                                   | TV SLO 2 Nova24TV               | Združenje VSO                                                   | okoli 1000                                 | Protest v organizaciji Združenja za vrednote slovenske osamosvojitve. Zbrane sta nagovorila predsednik osamosvojitvene vlade Lojze Peterle ter takratni obrambni minister Janez Janša. Program je trajal dobro uro, shod je potekal v času, ko je v DZ potekala razprava o interpelaciji vlade, ki je bila vložena tudi zaradi ukinitve Muzeja slovenske osamosvojitve. | [ 18 ] [ 19 ]               |
| Sobota, 22. april         | Protest proti rusofobiji                                  | Prešernov trg                   | Gibanje Slovenija proti rusofobiji                              | okoli 30                                   | Protest na Prešernovem trgu, na katerem so zbrani poudarili, da bi se v Sloveniji morali držati humanitarne note in neuvrščenosti, ne pa se postavljati na stran zveze NATO. Nagovor je imela tudi nekdanja poslanka Levice, Violeta Tomić. | [ 20 ]                      |
| Sobota, 22. april         | Protest proti rusofobiji                                  | ni prenosa                      | Gibanje Slovenija proti rusofobiji                              | okoli 30                                   | Protest na Prešernovem trgu, na katerem so zbrani poudarili, da bi se v Sloveniji morali držati humanitarne note in neuvrščenosti, ne pa se postavljati na stran zveze NATO. Nagovor je imela tudi nekdanja poslanka Levice, Violeta Tomić. | [ 20 ]                      |
| Torek, 25. april          | Drugi protest kmetov                                      | središče Ljubljane              | Sindikat kmetov Slovenije                                       | okoli 1000 traktoristov okoli 2000 na trgu | Po tem, ko so organizacije s področja kmetijstva po prvem protestu kmetov začele pogajanja s predstavniki vlade, so bila pogajanja po 14 dneh prekinjena zaradi neuresničevanja zahtev. Zaradi tega je bil napovedan nov protest v središču Ljubljane. Na dan protesta je bil okrog 12. ure v Ljubljani ohromljen promet, vožnja je predvsem v centru mesta trajala dlje časa. Predsednik sindikata Medved je napovedal, da bodo v primeru, da jih vlada ne bo poslušala, s protesti nadaljevali. Želijo si rešitev, ki bodo v prid kmetov in potrošnikov.                                                                               | [ 21 ] [ 22 ]               |
| Torek, 25. april          | Drugi protest kmetov                                      | TV SLO 1 Nova24TV               | Sindikat kmetov Slovenije                                       | okoli 1000 traktoristov okoli 2000 na trgu | Po tem, ko so organizacije s področja kmetijstva po prvem protestu kmetov začele pogajanja s predstavniki vlade, so bila pogajanja po 14 dneh prekinjena zaradi neuresničevanja zahtev. Zaradi tega je bil napovedan nov protest v središču Ljubljane. Na dan protesta je bil okrog 12. ure v Ljubljani ohromljen promet, vožnja je predvsem v centru mesta trajala dlje časa. Predsednik sindikata Medved je napovedal, da bodo v primeru, da jih vlada ne bo poslušala, s protesti nadaljevali. Želijo si rešitev, ki bodo v prid kmetov in potrošnikov.                                                                               | [ 21 ] [ 22 ]               |
| Četrtek, 27. april        | Osvobodimo Slovenijo!                                     | Trg republike                   | Gibanje OPS                                                     | neznano                                    | Protest v organizaciji Gibanja Osveščeni prebivalci Slovenije, za osvoboditev izpod slovenske in globalistične globoke države. Glavne točke, proti katerim so protestirali, so izstop iz mednarodnih organizacij EU, NATO, WHO ..., razpustitev parlamenta, oblikovanje začasne narodne skupščine. Shoda, za razliko od ostalih zborovanj v zadnjih tednih, ni oglaševal ali prenašal noben medij. | [ 23 ]                      |
| Četrtek, 27. april        | Osvobodimo Slovenijo!                                     | ni prenosa                      | Gibanje OPS                                                     | neznano                                    | Protest v organizaciji Gibanja Osveščeni prebivalci Slovenije, za osvoboditev izpod slovenske in globalistične globoke države. Glavne točke, proti katerim so protestirali, so izstop iz mednarodnih organizacij EU, NATO, WHO ..., razpustitev parlamenta, oblikovanje začasne narodne skupščine. Shoda, za razliko od ostalih zborovanj v zadnjih tednih, ni oglaševal ali prenašal noben medij. | [ 23 ]                      |
| MAJ 2023                  |                                                           |                                 |                                                                 |                                            | |                             |
| Sreda, 3. maj             | 4. vseslovenski shod upokojencev                          | Trg republike                   | Glas upokojencev Slovenije                                      | neznano                                    | Četrti shod v organizaciji civilne iniciative Glas upokojencev. Sprva je bila predvidena lokacija na glavni avtobusni postaji v Ljubljani, a so jo nato prestavili na Trg republike. Protestniki so kot že na prejšnjem shodu program začeli s sprehodom po ulicah, tudi do predsedniške palače in sedeža vlade. Po vrnitvi na trg so sledili govori organizatorjev. | [ 24 ]                      |
| Sreda, 3. maj             | 4. vseslovenski shod upokojencev                          | TV SLO 1 Nova24TV               | Glas upokojencev Slovenije                                      | neznano                                    | Četrti shod v organizaciji civilne iniciative Glas upokojencev. Sprva je bila predvidena lokacija na glavni avtobusni postaji v Ljubljani, a so jo nato prestavili na Trg republike. Protestniki so kot že na prejšnjem shodu program začeli s sprehodom po ulicah, tudi do predsedniške palače in sedeža vlade. Po vrnitvi na trg so sledili govori organizatorjev. | [ 24 ]                      |
| Sobota, 13. maj           | Pohod za življenje v Mariboru                             | Grajski trg Maribor             | Urša Cankar Soares Pohod za življenje                           | okoli 100                                  | Po tem, ko se je 2022 v Ljubljani zbralo okoli pet tisoč ljudi, je letos poleg Pohoda za življenje v Ljubljani (prvi vikend v oktobru) potekal tudi prvi Pohod za življenje v Mariboru. Organizatorji so poudarili, da ima vsak otrok, ne glede na velikost in starost ter druge osebne okoliščine, v skladu z našo ustavo pravico do življenja. | [ 25 ] [ 26 ]               |
| Sobota, 13. maj           | Pohod za življenje v Mariboru                             | ni prenosa                      | Urša Cankar Soares Pohod za življenje                           | okoli 100                                  | Po tem, ko se je 2022 v Ljubljani zbralo okoli pet tisoč ljudi, je letos poleg Pohoda za življenje v Ljubljani (prvi vikend v oktobru) potekal tudi prvi Pohod za življenje v Mariboru. Organizatorji so poudarili, da ima vsak otrok, ne glede na velikost in starost ter druge osebne okoliščine, v skladu z našo ustavo pravico do življenja. | [ 25 ] [ 26 ]               |
| Ponedeljek, 29. maj       | Volilna pravica ni kaprica                                | Trg republike                   | Zveza Sonček Zavod Risa Društvo za kulturo inkluzije            | okoli 100                                  | Zbrani za shodu so opozorili na okoli 3500 ljudi z invalidnostjo, ki jim je trenutno odvzeta volilna pravica. Shoda se je udeležila tudi predsednica DZ-ja Urška Klakočar Zupančič. | [ 27 ]                      |
| Ponedeljek, 29. maj       | Volilna pravica ni kaprica                                | ni prenosa                      | Zveza Sonček Zavod Risa Društvo za kulturo inkluzije            | okoli 100                                  | Zbrani za shodu so opozorili na okoli 3500 ljudi z invalidnostjo, ki jim je trenutno odvzeta volilna pravica. Shoda se je udeležila tudi predsednica DZ-ja Urška Klakočar Zupančič. | [ 27 ]                      |
| Ponedeljek, 29. maj       | 4. protest proti Jankovićevemu nasilju                    | pred Mestno hišo v Ljubljani    | Aleš Primc Glas za otroke in družine                            | okoli 500                                  | Četrti protest proti politiki župana Jankovića pred ljubljanskim Magistratom. | [ 28 ]                      |
| Ponedeljek, 29. maj       | 4. protest proti Jankovićevemu nasilju                    | TV SLO 1 Nova24TV               | Aleš Primc Glas za otroke in družine                            | okoli 500                                  | Četrti protest proti politiki župana Jankovića pred ljubljanskim Magistratom. | [ 28 ]                      |
| Sreda, 31. maj            | 5. vseslovenski shod upokojencev                          | Trg republike                   | Glas upokojencev Slovenije                                      | več tisoč                                  | Peti shod v organizaciji civilne iniciative Glas upokojencev. V mesecu maju bi sicer morali potekati pogovori med Pavlom Ruparjem in premierjem ter predsednico DZ, vendar sta slednja sestanek zaradi ostrih besed na četrtem shodu odpovedala. Tokrat so se najprej zbrali na dveh lokacijah, ena skupina pred RTV Slovenija, druga na Trgu republike, nato so šli preko ljubljanskih ulic in se nato skupaj zbrali na trgu, kjer je potekal osrednji program. Nekateri novinarji RTV Slovenija so poročali o nasilju nekaterih protestnikov.                                                                                          | [ 29 ] [ 30 ]               |
| Sreda, 31. maj            | 5. vseslovenski shod upokojencev                          | TV SLO 1 Nova24TV               | Glas upokojencev Slovenije                                      | več tisoč                                  | Peti shod v organizaciji civilne iniciative Glas upokojencev. V mesecu maju bi sicer morali potekati pogovori med Pavlom Ruparjem in premierjem ter predsednico DZ, vendar sta slednja sestanek zaradi ostrih besed na četrtem shodu odpovedala. Tokrat so se najprej zbrali na dveh lokacijah, ena skupina pred RTV Slovenija, druga na Trgu republike, nato so šli preko ljubljanskih ulic in se nato skupaj zbrali na trgu, kjer je potekal osrednji program. Nekateri novinarji RTV Slovenija so poročali o nasilju nekaterih protestnikov.                                                                                          | [ 29 ] [ 30 ]               |
| JUNIJ 2023                |                                                           |                                 |                                                                 |                                            | |                             |
| Sobota, 17. junij         | Parada ponosa 2023                                        | Metelkova ulica Kongresni trg   | Društvo Parada ponosa                                           | okoli 3500                                 | Zaključek festivala Parada ponosa. Sodelovali so pod sloganom Več skupnosti, en boj. Parade so se med drugim udeležili ministri Asta Vrečko, Luka Mesec in Simon Maljevac, zbrane na Kongresnem trgu pa je nagovorila tudi predsednica države Nataša Pirc Musar. | [ 31 ]                      |
| Sobota, 17. junij         | Parada ponosa 2023                                        | ni prenosa                      | Društvo Parada ponosa                                           | okoli 3500                                 | Zaključek festivala Parada ponosa. Sodelovali so pod sloganom Več skupnosti, en boj. Parade so se med drugim udeležili ministri Asta Vrečko, Luka Mesec in Simon Maljevac, zbrane na Kongresnem trgu pa je nagovorila tudi predsednica države Nataša Pirc Musar. | [ 31 ]                      |
| Ponedeljek, 26. junij     | 5. protest proti Jankovićevemu nasilju                    | pred Mestno hišo v Ljubljani    | Aleš Primc Glas za otroke in družine                            | neznano                                    | Peti protest proti politiki župana Jankovića pred ljubljanskim Magistratom. | [ 32 ]                      |
| Ponedeljek, 26. junij     | 5. protest proti Jankovićevemu nasilju                    | Nova24TV                        | Aleš Primc Glas za otroke in družine                            | neznano                                    | Peti protest proti politiki župana Jankovića pred ljubljanskim Magistratom. | [ 32 ]                      |
| SEPTEMBER 2023            |                                                           |                                 |                                                                 |                                            | |                             |
| Sreda, 6. september       | 7. vseslovenski shod upokojencev                          | Trg republike                   | Glas upokojencev Slovenije                                      | 11 tisoč (Ruparjeva ocena)                 | Sedmi shod v organizaciji civilne iniciative Glas upokojencev (šesti naj bi se odvil konec junija v Bruslju). Zbrane je nagovorila tudi zdravnica Tina Bregant. Na shodu so zbirali sredstva za nakup pralnih strojev za prizadete v avgustovskih poplavah 2023. | [ 33 ]                      |
| Sreda, 6. september       | 7. vseslovenski shod upokojencev                          | Nova24TV                        | Glas upokojencev Slovenije                                      | 11 tisoč (Ruparjeva ocena)                 | Sedmi shod v organizaciji civilne iniciative Glas upokojencev (šesti naj bi se odvil konec junija v Bruslju). Zbrane je nagovorila tudi zdravnica Tina Bregant. Na shodu so zbirali sredstva za nakup pralnih strojev za prizadete v avgustovskih poplavah 2023. | [ 33 ]                      |
| Sobota, 16. september     | Parada ponosa: Iz zakonov v družbo                        | Trg svobode                     | Mladinski kulturni center Maribor                               | okoli 300                                  | Tretja Parada ponosa v Mariboru, organiziral jo je MKC Maribor. Potekala je pod geslom Iz zakonov v družbo. Poročali so tudi o nasilju nad nekaj udeleženci. | [ 34 ]                      |
| Sobota, 16. september     | Parada ponosa: Iz zakonov v družbo                        | ni prenosa                      | Mladinski kulturni center Maribor                               | okoli 300                                  | Tretja Parada ponosa v Mariboru, organiziral jo je MKC Maribor. Potekala je pod geslom Iz zakonov v družbo. Poročali so tudi o nasilju nad nekaj udeleženci. | [ 34 ]                      |
| Ponedeljek, 25. september | 6. protest proti Jankovićevemu nasilju                    | pred Mestno hišo v Ljubljani    | Aleš Primc Glas za otroke in družine                            | okoli 200                                  | Šesti protest proti politiki župana Jankovića pred ljubljanskim Magistratom. Kot običajno je potekal pred sejo Mestnega sveta MO Ljubljana. Tokrat so na protestu opozorili tudi na podražitev vrtcev in prevoz otrok s posebnimi potrebami v šolo. | [ 35 ]                      |
| Ponedeljek, 25. september | 6. protest proti Jankovićevemu nasilju                    | ni prenosa                      | Aleš Primc Glas za otroke in družine                            | okoli 200                                  | Šesti protest proti politiki župana Jankovića pred ljubljanskim Magistratom. Kot običajno je potekal pred sejo Mestnega sveta MO Ljubljana. Tokrat so na protestu opozorili tudi na podražitev vrtcev in prevoz otrok s posebnimi potrebami v šolo. | [ 35 ]                      |
| OKTOBER 2023              |                                                           |                                 |                                                                 |                                            | |                             |
| Sobota, 7. oktober        | Pohod za življenje 2023: Življenje je zakon!              | Prešernov trg TOP TV Slovenija  | Urša Cankar Soares Pohod za življenje                           | okoli 500                                  | Vsakoletni oktobrski, že peti po vrsti Pohod za življenje v Ljubljani zagovornikov življenja od spočetja do naravne smrti. Letos so na shodu izrazili tudi nasprotovanje evtanaziji. | [ 36 ] [ 37 ] [ 38 ] [ 39 ] |
| Sobota, 7. oktober        | Protishod za pravico do splava: Moje telo, moja odločitev | Prešernov trg TOP TV Slovenija  | skupina zagovornikov pravice splava (Sara Štiglic)              | okoli 200                                  | Ob shodu proti splavu so se zbrali še zagovorniki te pravice. Zbrane je nagovorila tudi Sara Štiglic, aktivistka, ki jo je predsednica republike Nataša Pirc Musar razrešila kot sodelavko, ker je na tiskovni konferenci Pohoda za življenje uničevala zastavice (slovenske zastavice in zast. v barvah sl. trobojnice), ki so ponazarjali nerojene otroke. | [ 36 ] [ 37 ] [ 38 ] [ 39 ] |
| Sreda, 18. oktober        | 8. vseslovenski shod upokojencev                          | Trg republike                   | Glas upokojencev Slovenije                                      | okoli 20 tisoč (Ruparjeva ocena)           | Osmi shod v organizaciji civilne iniciative Glas upokojencev. Tokrat je potekal drugače, protestniki so se sprehodili tudi mimo sedeža Vlade in se nekaj časa zadržali tam z vzkliki in pozivi premierju Golobu k odstopu. Nato so se vrnili na Trg republike in tam med drugim glasovali o ustanovitvi upokojenske stranke. Večina je z dvigom rok novo stranko podprla. | [ 40 ]                      |
| Sreda, 18. oktober        | 8. vseslovenski shod upokojencev                          | Nova24TV                        | Glas upokojencev Slovenije                                      | okoli 20 tisoč (Ruparjeva ocena)           | Osmi shod v organizaciji civilne iniciative Glas upokojencev. Tokrat je potekal drugače, protestniki so se sprehodili tudi mimo sedeža Vlade in se nekaj časa zadržali tam z vzkliki in pozivi premierju Golobu k odstopu. Nato so se vrnili na Trg republike in tam med drugim glasovali o ustanovitvi upokojenske stranke. Večina je z dvigom rok novo stranko podprla. | [ 40 ]                      |
| Četrtek, 19. oktober      | Svoboda Palestini                                         | Trg republike                   | Gibanje za pravice Palestincev                                  | okoli 1000                                 | V luči dogajanja na Bližnjem vzhodu, kjer so se razmere med Izraelom in Palestino zaostrile, je gibanje organiziralo shod Za Palestino v Ljubljani. Shod sta javno kritizirala Janez Janša in Aleš Hojs. Protestniki so se zbrali na trgu, nato pa pot nadaljevali po ulicah, kjer so s transparenti in palestinskimi zastavami ter vzkliki Free Palestine! izražali svoje mnenje. | [ 41 ] [ 42 ]               |
| Četrtek, 19. oktober      | Svoboda Palestini                                         | TOP TV Slovenija                | Gibanje za pravice Palestincev                                  | okoli 1000                                 | V luči dogajanja na Bližnjem vzhodu, kjer so se razmere med Izraelom in Palestino zaostrile, je gibanje organiziralo shod Za Palestino v Ljubljani. Shod sta javno kritizirala Janez Janša in Aleš Hojs. Protestniki so se zbrali na trgu, nato pa pot nadaljevali po ulicah, kjer so s transparenti in palestinskimi zastavami ter vzkliki Free Palestine! izražali svoje mnenje. | [ 41 ] [ 42 ]               |
| Ponedeljek, 23. oktober   | 7. protest proti Jankovićevemu nasilju                    | pred Mestno hišo v Ljubljani    | Aleš Primc Glas za otroke in družine                            | okoli 300                                  | Sedmi protest proti politiki župana Jankovića pred ljubljanskim Magistratom. Kot običajno je potekal pred sejo Mestnega sveta MO Ljubljana. Tokrat je zbrane nagovoril tudi podpredsednik SDS Aleš Hojs. | [ 43 ]                      |
| Ponedeljek, 23. oktober   | 7. protest proti Jankovićevemu nasilju                    | Nova24TV                        | Aleš Primc Glas za otroke in družine                            | okoli 300                                  | Sedmi protest proti politiki župana Jankovića pred ljubljanskim Magistratom. Kot običajno je potekal pred sejo Mestnega sveta MO Ljubljana. Tokrat je zbrane nagovoril tudi podpredsednik SDS Aleš Hojs. | [ 43 ]                      |
| Sreda, 25. oktober        | Protestni shod Sindikata vzgoje in izobraževanja          | Gregorčičeva ulica Ljubljana    | sindikat SVIZ                                                   | okoli 2000                                 | Ker v Sindikatu vzgoje in izobraževanja menijo, da predlog Vlade glede odprave plačnih nesorazmerij in nove plačne lestvice zaostanke v vrednotenju večine delovnih mest povečuje, in ne odpravlja, so napovedali protestni shod. Zbrali so se pred poslopjem Vlade na Gregorčičevi ulici, pridružili pa so se jim tudi predstavniki nekaterih drugih sindikatov, na primer Sindikata poklicnih gasilcev Slovenije. Izobraževalne ustanove so delovale nemoteno. | [ 44 ] [ 45 ]               |
| Sreda, 25. oktober        | Protestni shod Sindikata vzgoje in izobraževanja          | ni prenosa                      | sindikat SVIZ                                                   | okoli 2000                                 | Ker v Sindikatu vzgoje in izobraževanja menijo, da predlog Vlade glede odprave plačnih nesorazmerij in nove plačne lestvice zaostanke v vrednotenju večine delovnih mest povečuje, in ne odpravlja, so napovedali protestni shod. Zbrali so se pred poslopjem Vlade na Gregorčičevi ulici, pridružili pa so se jim tudi predstavniki nekaterih drugih sindikatov, na primer Sindikata poklicnih gasilcev Slovenije. Izobraževalne ustanove so delovale nemoteno. | [ 44 ] [ 45 ]               |
| NOVEMBER 2023             |                                                           |                                 |                                                                 |                                            | |                             |
| Petek, 17. november       | Shod za javno zdravstvo                                   | pred Ministrstvom za zdravje    | iniciativa Glas ljudstva                                        | okoli 1000                                 | Drugi shod za javno zdravstvo iniciative Glas ljudstva. Na shod so organizatorji povabili tudi novo ministrico za zdravje Valentino Prevolnik Rupel, a se ga ta ni udeležila. V iniciativi so opozorili na 140.000 oseb, ki so v Sloveniji trenutno brez izbranega zdravnika. Zbrane je nagovoril tudi nekdanji minister Dušan Keber. Shod so končali s protestno "čakalno vrsto do Državnega zbora", ki so jo sestavljali udeleženci. | [ 46 ] [ 47 ]               |
| Petek, 17. november       | Shod za javno zdravstvo                                   | TOP TV Slovenija                | iniciativa Glas ljudstva                                        | okoli 1000                                 | Drugi shod za javno zdravstvo iniciative Glas ljudstva. Na shod so organizatorji povabili tudi novo ministrico za zdravje Valentino Prevolnik Rupel, a se ga ta ni udeležila. V iniciativi so opozorili na 140.000 oseb, ki so v Sloveniji trenutno brez izbranega zdravnika. Zbrane je nagovoril tudi nekdanji minister Dušan Keber. Shod so končali s protestno "čakalno vrsto do Državnega zbora", ki so jo sestavljali udeleženci. | [ 46 ] [ 47 ]               |
| Ponedeljek, 20. november  | 8. protest proti Jankovićevemu nasilju                    | pred Mestno hišo v Ljubljani    | Aleš Primc Glas za otroke in družine                            | okoli 300                                  | Osmi protest proti politiki župana Jankovića pred ljubljanskim Magistratom. Zbrane sta tokrat nagovorila tudi kolumnist in politični komentator Boštjan M. Turk ter poslanka SDS Anja Bah Žibert, ki vodi parlamentarno preiskovalno komisijo o ugotavljanju zlorab in nezakonitosti pri gradnji kanala C0. | [ 48 ]                      |
| Ponedeljek, 20. november  | 8. protest proti Jankovićevemu nasilju                    | Nova24TV                        | Aleš Primc Glas za otroke in družine                            | okoli 300                                  | Osmi protest proti politiki župana Jankovića pred ljubljanskim Magistratom. Zbrane sta tokrat nagovorila tudi kolumnist in politični komentator Boštjan M. Turk ter poslanka SDS Anja Bah Žibert, ki vodi parlamentarno preiskovalno komisijo o ugotavljanju zlorab in nezakonitosti pri gradnji kanala C0. | [ 48 ]                      |
| Torek, 28. november       | Protestni shod delavcev Pošte Slovenije                   | Ljubljana                       | Sindikat delavcev prometa in zvez Pošte Slovenije               | okoli 50                                   | Na protestnem shodu poštnih delavcev so zbrani opozorili na zmanjševanje števila zaposlenih, nizke plače in zapiranje nekaterih poslovalnic. Vodstvo Pošte Slovenije očitke zavrača. Povedali so tudi, da v dveh tednih pričakujejo sestanek z gospodarskim ministrom Matjažem Hanom. | [ 49 ]                      |
| Torek, 28. november       | Protestni shod delavcev Pošte Slovenije                   | TOP TV Slovenija                | Sindikat delavcev prometa in zvez Pošte Slovenije               | okoli 50                                   | Na protestnem shodu poštnih delavcev so zbrani opozorili na zmanjševanje števila zaposlenih, nizke plače in zapiranje nekaterih poslovalnic. Vodstvo Pošte Slovenije očitke zavrača. Povedali so tudi, da v dveh tednih pričakujejo sestanek z gospodarskim ministrom Matjažem Hanom. | [ 49 ]                      |
| DECEMBER 2023             |                                                           |                                 |                                                                 |                                            | |                             |
| Petek, 1. december        | 9. vseslovenski shod upokojencev                          | Trg republike                   | Glas upokojencev Slovenije                                      | okoli 23 tisoč (Ruparjeva ocena)           | Deveti shod v organizaciji civilne iniciative Glas upokojencev. Najprej so odšli na pohod po ulicah in se ustavili tudi pred sedežem vlade, kjer so z vzkliki in transparenti zahtevali njen odhod. Nato so se vrnili na Trg republike, kjer je bila osrednja govornica tokrat zdravnica Tina Bregant. | [ 50 ] [ 51 ]               |
| Petek, 1. december        | 9. vseslovenski shod upokojencev                          | Nova24TV                        | Glas upokojencev Slovenije                                      | okoli 23 tisoč (Ruparjeva ocena)           | Deveti shod v organizaciji civilne iniciative Glas upokojencev. Najprej so odšli na pohod po ulicah in se ustavili tudi pred sedežem vlade, kjer so z vzkliki in transparenti zahtevali njen odhod. Nato so se vrnili na Trg republike, kjer je bila osrednja govornica tokrat zdravnica Tina Bregant. | [ 50 ] [ 51 ]               |
| Četrtek, 7. december      | Protestni shod sindikatov javnega sektorja                | Ljubljana                       | Pogajalska skupina sindikatov javnega sektorja Jakob Počivavšek | okoli 1000                                 | Na protestnem shodu so se zbrali policisti, poklicni gasilci, ravnatelji, zaposleni v vojski, zdravstvu, sociali, državni upravi, kulturi, visokem šolstvu. Zbrali so se na Trgu republike in se odpravili proti sedežu vlade na Gregorčičevi. Vlado so pozvali k takojšnji uskladitvi plač z inflacijo, zaključku pogajanj o prenovi plačnega sistema in uveljavitvi nove plačne lestvice. Svoje zahteve so že pred formalnim začetkom izrazili ljubljanski poklicni gasilci, pred sedežem Ministrstva za obrambo. Podporo shodu so izrazili tudi v Zvezi svobodnih sindikatov Slovenije ter Konfederaciji sindikatov javnega sektorja. | [ 52 ]                      |
| Četrtek, 7. december      | Protestni shod sindikatov javnega sektorja                | TOP TV Slovenija                | Pogajalska skupina sindikatov javnega sektorja Jakob Počivavšek | okoli 1000                                 | Na protestnem shodu so se zbrali policisti, poklicni gasilci, ravnatelji, zaposleni v vojski, zdravstvu, sociali, državni upravi, kulturi, visokem šolstvu. Zbrali so se na Trgu republike in se odpravili proti sedežu vlade na Gregorčičevi. Vlado so pozvali k takojšnji uskladitvi plač z inflacijo, zaključku pogajanj o prenovi plačnega sistema in uveljavitvi nove plačne lestvice. Svoje zahteve so že pred formalnim začetkom izrazili ljubljanski poklicni gasilci, pred sedežem Ministrstva za obrambo. Podporo shodu so izrazili tudi v Zvezi svobodnih sindikatov Slovenije ter Konfederaciji sindikatov javnega sektorja. | [ 52 ]                      |
| Petek, 8. december        | Protestni shod sindikatov javnega sektorja                | pred Parlamentom                | Gibanje za pravice Palestincev                                  | okoli 30                                   | Zbrani na shodu so pred sejo Odbora za zunanjo politiko pozvali oblast k ostrejšemu ukrepanju proti Izraelu v zvezi z dogajanjem v Gazi. | [ 53 ]                      |
| Petek, 8. december        | Protestni shod sindikatov javnega sektorja                | ni prenosa                      | Gibanje za pravice Palestincev                                  | okoli 30                                   | Zbrani na shodu so pred sejo Odbora za zunanjo politiko pozvali oblast k ostrejšemu ukrepanju proti Izraelu v zvezi z dogajanjem v Gazi. | [ 53 ]                      |
| Ponedeljek, 18. december  | 9. protest proti Jankovićevemu nasilju                    | pred Mestno hišo v Ljubljani    | Aleš Primc Glas za otroke in družine                            | okoli 300                                  | Deveti protest proti politiki župana Jankovića pred ljubljanskim Magistratom. Na koncu so zbranim v luči predprazničnega časa postregli s kuhanim vinom. | [ 54 ]                      |
| Ponedeljek, 18. december  | 9. protest proti Jankovićevemu nasilju                    | Nova24TV                        | Aleš Primc Glas za otroke in družine                            | okoli 300                                  | Deveti protest proti politiki župana Jankovića pred ljubljanskim Magistratom. Na koncu so zbranim v luči predprazničnega časa postregli s kuhanim vinom. | [ 54 ]                      |